# Crassolaimus bipapillatus
Crassolaimus bipapillatus is een rondwormensoort uit de familie van de Microlaimidae. De wetenschappelijke naam van de soort is voor het eerst geldig gepubliceerd in 1951 door Wieser.